# Frederick Pitcher
Frederick William Pitcher, detto Freddie (7 febbraio 1967), è un politico nauruano.
È stato per soli sei giorni presidente della piccola repubblica del Pacifico: fu eletto il 10 novembre del 2011, il giorno delle dimissioni di Marcus Stephen dall'incarico, dalla stessa maggioranza parlamentare che aveva eletto il suo predecessore. Il successivo 15 novembre fu sfiduciato dal parlamento, ed al suo posto venne eletto Sprent Dabwido.
È membro del partito Nauru First.